# 庄司和広
庄司和広（しょうじ かずひろ、1974年〈昭和49年〉4月26日 - ）は、日本の元プロバスケットボール選手。埼玉県北葛飾郡杉戸町出身。現役時代のポジションはスモールフォワード。元バスケットボール男子日本代表。引退後はB.LEAGUEの新潟、愛媛、富山でヘッドコーチを務めている。

## 来歴
中学1年生の時、バスケットボールを始める。その後、北陸高校から拓殖大学に進学。在学中の1996年にはヤングメンアジア選手権に出場する全日本のメンバーとなる。
卒業後の1997年には住友金属工業に入社したが、バスケットボール部が廃部になったため、翌1998年トヨタ自動車に移籍。
1999年、大和証券に移籍。新潟アルビレックスでもプレーを続け、日本リーグMVPとベスト5を2年連続受賞、2001-02シーズンはスティール及びフリースロー成功率のタイトルも獲得。スーパーリーグ昇格後も2003-04シーズンにはオールスターでもMVPを獲得。全日本にも選ばれ続ける。さいたまスーパーアリーナの杮落しとなったスーパードリームゲーム2000にも出場。
2005年、新潟のJBL脱退によりスーパーリーグでのプレーを求め、新規参入した福岡レッドファルコンズに移籍。主将を務めた。

### bjリーグ
しかし、福岡は2005-06シーズン終了を待たずチームが消滅したため、2006年2月にbjリーグのアーリーチャレンジ制度を利用し地元の埼玉ブロンコスに移籍。シーズン終了後、埼玉と再契約。2006-07シーズン、3ポイントシュート成功率44.4％（67/151）を記録し、3ポイント王を受賞。bjリーグの2008-2009シーズンのオールスターゲームにも出場した。
2009年オフにFA権を行使して高松ファイブアローズへ移籍。主将に就任し、開幕時に日本人ロスターしか居なかったチーム（bjリーグ史上初）を支えた。長身外国人が足りないチーム事情のため、センターなど不慣れなポジションも務めた。

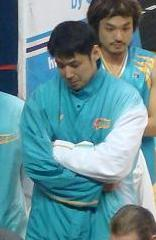
高松在籍時

2010年オフ、bjリーグに新規参入する秋田ノーザンハピネッツに移籍する。2011-12シーズン、10月29・30日開催の仙台戦では、2試合で3Pシュートを13本中9本の高確率で決めて週間MVPを初受賞。2012年1月、ブースター投票により選出され、オールスターゲームに出場。bjリーグ移籍後初めて、レギュラーシーズン全52試合でスターターとして出場。2012-13シーズン終了後に現役を引退。
2度のチーム廃部（住友金属、大和証券）と、1度のチーム消滅（福岡レッドファルコンズ）を味わった選手である。計8チームを渡り歩いた。

### 引退後
2013-14シーズンから2シーズン、平岡富士貴ヘッドコーチ体制の新潟アルビレックスBBでアシスタントコーチを務めた。
新潟退団後は、一度バスケ以外の仕事をしておきたいと思い一般企業に就職していたが、2016年1月に北陸高校時代の監督である津田洋道がヘッドコーチを務める高松ファイブアローズのアシスタントコーチに就任し、2015-16シーズン終了まで務めた。
2016年6月、新潟アルビレックスBB（2016-17シーズンよりB.LEAGUE所属)のヘッドコーチに就任した。就任1シーズン目の成績はBリーグ中地区4位、2シーズン目は中地区3位と順位をあげた。3シーズン目の2018-19シーズンはシーズン45勝をあげ、チーム初の中地区優勝を果たした。中地区4位に終わった2019-20シーズンをもって退任した。
2020年6月、愛媛オレンジバイキングスのヘッドコーチに就任。2021年3月、選手へのパワハラ行為が発覚し、3ヶ月の職務停止処分を受けた。2021-22シーズンは間橋健生ヘッドコーチの下で愛媛のアシスタントコーチを務めた。2022-23シーズンはヘッドコーチに復帰してプレイオフ進出争いをしたが、西地区4位となりプレイオフ進出はならず、シーズン終了後に退任した。

## エピソード
- 地域密着型チームの新潟アルビレックス在籍時にバスケットクリニック等の地域活動に初めて参加し、その大切さを知る[12]。高松ファイブアローズ移籍後は高松のボランティアスタッフが行っている試合会場設営等、作業の手伝いを自発的にしたり、スポンサーの協力を得て「庄司シート」を設け、ブースターを試合に招待している[13]。気さくな人柄でファンサービス精神の旺盛な選手である。
- 2009-10シーズンの高松主将や上記ボランティア活動等への貢献に対し、シーズン終了後のブースター感謝祭で高松ブースターより感謝の証しとして表彰を受けた。
- ユニフォームのネームは「SHOJ!」

## 記録
bjリーグ
| シーズン         | チーム | GP | GS | MPG  | FG%  | 3P%  | FT%  | RPG | APG | SPG | BPG | TO  | PPG |
| ---------------- | ------ | -- | -- | ---- | ---- | ---- | ---- | --- | --- | --- | --- | --- | --- |
| bjリーグ 2005-06 | 埼玉   | 17 | 14 | 27.9 | .327 | .319 | .814 | 3.9 | 1.6 | 1.0 | 0.0 | 1.9 | 9.6 |
| bjリーグ 2006-07 | 埼玉   | 35 | 33 | 27.1 | .415 | .444 | .709 | 1.8 | 1.9 | 0.7 | 0.1 | 1.3 | 9.9 |
| bjリーグ 2007-08 | 埼玉   | 44 | 38 | 25.5 | .377 | .379 | .816 | 2.1 | 2.1 | 0.3 | 0.1 | 0.9 | 7.8 |
| bjリーグ 2008-09 | 埼玉   | 52 | 28 | 18.9 | .428 | .408 | .747 | 1.5 | 1.2 | 0.3 | 0.1 | 0.6 | 5.9 |
| bjリーグ 2009-10 | 高松   | 50 | 20 | 17.7 | .324 | .277 | .806 | 1.7 | 0.4 | 0.4 | 0.1 | 0.6 | 4.0 |
| bjリーグ 2010-11 | 秋田   | 48 | 37 | 23.0 | .339 | .339 | .732 | 2.4 | 1.6 | 0.5 | 0.1 | 0.9 | 6.0 |
| bjリーグ 2011-12 | 秋田   | 52 | 52 | 31.3 | .413 | .383 | .730 | 3.1 | 1.3 | 1.1 | 0.1 | 0.7 | 7.5 |
| bjリーグ 2012-13 | 秋田   | 48 |    | 22.0 | .417 | .433 | .872 | 2.0 | 1.0 | 0.6 | 0.1 | 0.2 | 4.8 |

- 日本リーグ
  - 新人王（1997-1998）
  - オールスターゲーム出場（1997-98）
  - MVP（2000-01、2001-02）
  - スティール1位（2001-02）
  - フリースロー成功率1位（2001-02）
  - ベスト5（2000-01、2001-02）
- JBLスーパーリーグ
  - オールスターゲーム出場（2002-03、2003-04、2004-05、2005-06）
    - オールスターゲームMVP（2003-04）
- bjリーグ
  - 3ポイントシュート成功率1位（2006-07）
  - 3ポイントシュート成功率2位（2008-09）
  - 3ポイントシュート成功率3位（2012-13）
  - オールスターゲーム出場（2008-09､2011-12）
  - 週間MVP（2011年10月29日～30日）

## ギャラリー

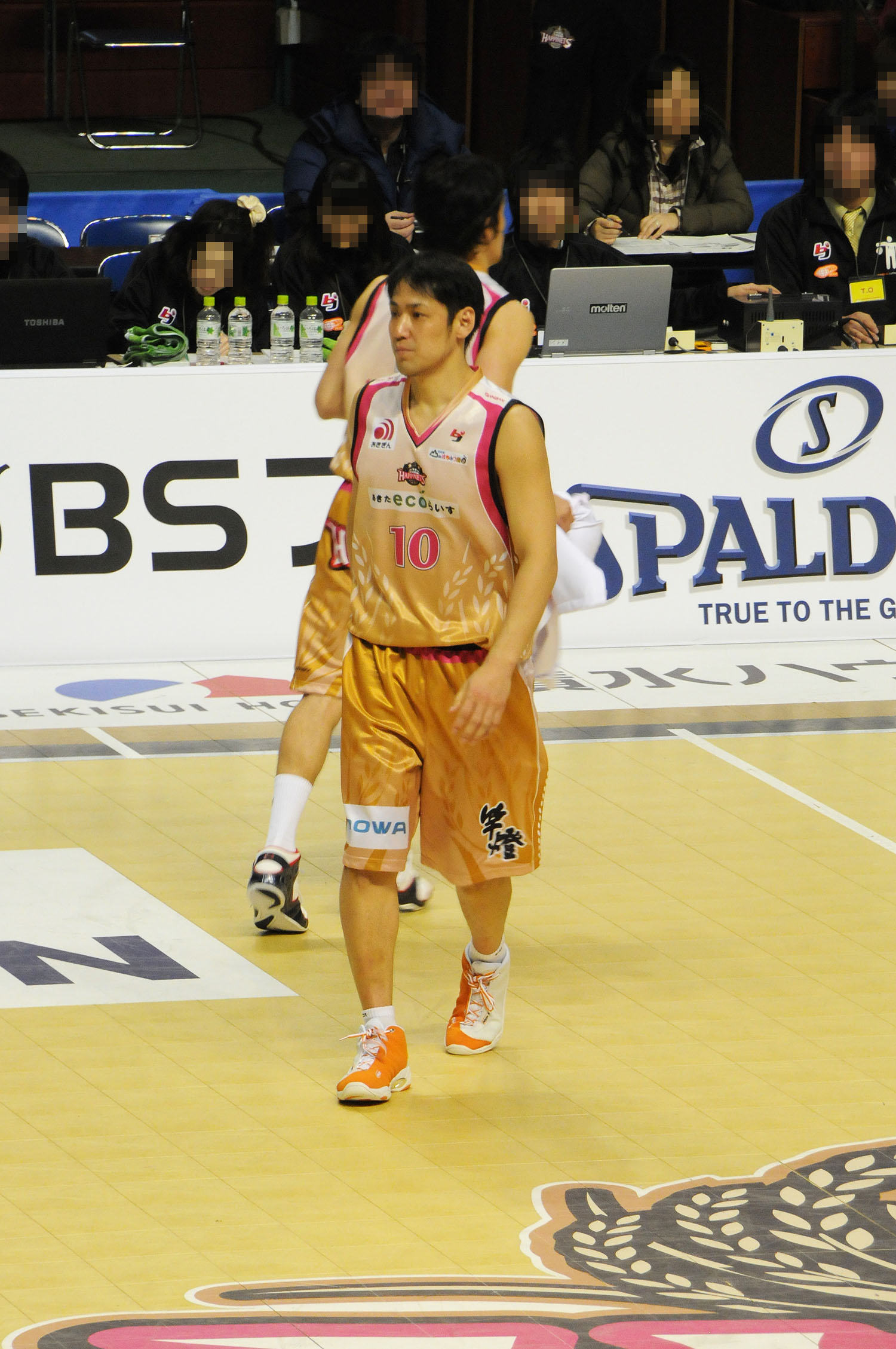
秋田ノーザンハピネッツ、庄司和広選手。秋田市立体育館で。